# 블루힐 (네브래스카주)

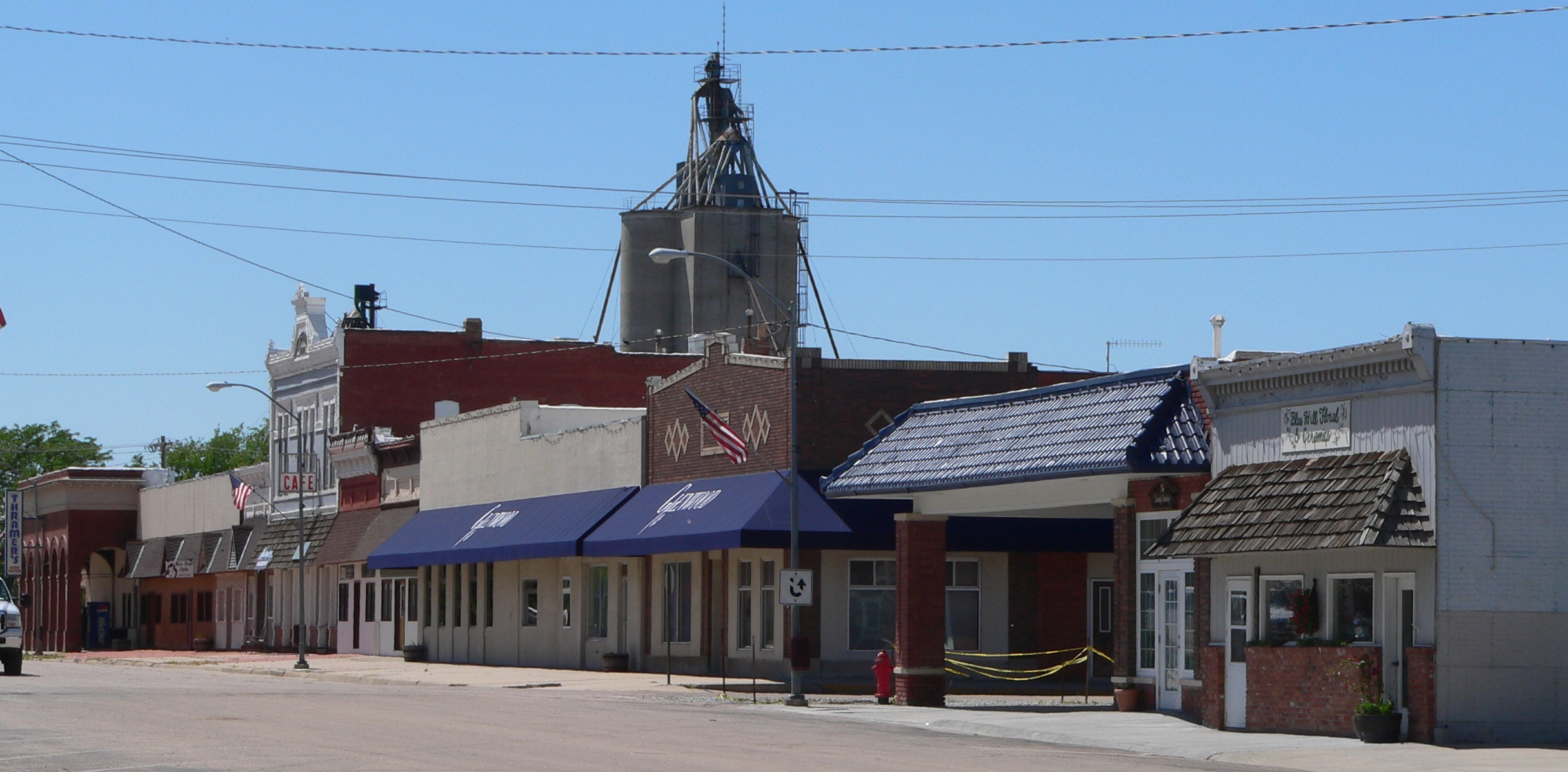

블루힐(Blue Hill)은 미국 네브래스카주 웹스터군의 마을이다. 이 지역의 인구 수는 2010년 인구 조사 기준으로 총 936명이다.
이 지역의 총 면적은 1.91 제곱 킬로미터이며, 고도는 602미터이다.

## 역사
블루힐의 원래 이름은 벨몬트(Belmont)였으며 1878년 벌링턴과 미주리강 철로가 이 지점으로 확장되면서 개간되었다. 이 주의 또다른 벨몬트가 존재했다는 사실이 확인되면서 이 지명은 블루힐로 변경되었다. 현재의 이름은 주변 블루강에서 비롯되었다.

## 인구
| 인구조사              | 인구 | Note  | %±     |
| --------------------- | ---- | ----- | ------ |
| 1880년                | 138  |       | —      |
| 1890년                | 796  |       | 476.8% |
| 1900년                | 823  |       | 3.4%   |
| 1910년                | 761  |       | −7.5%  |
| 1920년                | 726  |       | −4.6%  |
| 1930년                | 669  |       | −7.9%  |
| 1940년                | 565  |       | −15.5% |
| 1950년                | 574  |       | 1.6%   |
| 1960년                | 723  |       | 26.0%  |
| 1970년                | 784  |       | 8.4%   |
| 1980년                | 883  |       | 12.6%  |
| 1990년                | 810  |       | −8.3%  |
| 2000년                | 867  |       | 7.0%   |
| 2010년                | 936  |       | 8.0%   |
| 2019 (추산)           | 866  | [ 6 ] | −7.5%  |
| U.S. Decennial Census |      |       |        |